# HMS Princessa (1780)
HMS Princessa (1780) — 70-пушечный линейный корабль 3 ранга Королевского флота, бывший испанский Princesa. Второй приз под названием Princesa («Принцесса»), взятый у испанцев.
Спущен на воду в 1750 году. Захвачен 16 января 1780 года в битве при лунном свете британской эскадрой адмирала Родни. Взят в британскую службу как HMS Princessa. По сравнению с британскими 74-пушечными, был шире и глубже осадкой, и потому имел большее водоизмещение.
Участвовал в Американской Революционной войне на стороне Британии. Был при Форт-Ройял, при Островах Всех святых. С 1785 года превращен в блокшив, переведен на рейдовую службу.
Отправлен на слом в 1809.